# Décennie 1880 en arts plastiques
Chronologie des arts plastiques
Années 1870 - Années 1880 - Années 1890
Cet article concerne les années 1880 en arts plastiques.

## Événements
- 1er au 30 avril 1880 : Cinquième exposition impressionniste à Paris[1].
- 2 avril  au 1er mai 1881 : Sixième exposition impressionniste à Paris[1].
- 20 décembre 1881 : formation de l'Union centrale des arts décoratifs, approuvée le 20 mars 1882[2].

- 24 janvier 1882 : fondation de l'École du Louvre en France[3].
- 1er au 31 mars 1882 : Septième exposition impressionniste à Paris[1].
- 17 avril 1882 : Toulouse-Lautrec entre dans l'atelier de Léon Bonnat à Paris, puis en novembre intègre celui de Fernand Cormon[4].
- 5 juin 1882 : inauguration du musée Grévin à Paris[5].

- 1er mars 1883 : exposition Eugène Boudin chez Durant-Ruel à Paris[6].

- 15 mai-30 juin 1884 : premier Salon des indépendants à Paris[7].
- 11 juin 1884 : fondation de la Société des artistes indépendants[7].
- 4 juillet 1884 : la statue de la Liberté, de Bartholdi, est remise officiellement aux États-Unis à Paris[8].
- 24 septembre 1884 : le maire de Calais Omer Dewavrin lance une souscription pour le groupe statuaire en bronze Les Bourgeois de Calais, exécuté par le sculpteur français Auguste Rodin et inauguré 3 juin 1895[9].

- 10 avril 1886 : ouverture de l'exposition de 300 œuvres impressionnistes organisée à New York par Paul Durand-Ruel Works in Oil and Pastel by the Impressionists of Paris[1].
- 15 mai-15 juin 1886 : huitième et dernière exposition des impressionnistes à Paris. Pour la première fois des peintres du courant néo-impressionniste exposent avec les impressionnistes[1].
- Juin-novembre 1886 : premier séjour de Paul Gauguin à Pont-Aven en Bretagne. Il devient le chef de file de l'École de Pont-Aven, ou école synthétique (Paul Gauguin, Émile Bernard, Charles Laval, Louis Anquetin, Charles Filiger, Émile Schuffenecker, Cuno Amiet)[10].
- 28 octobre 1886 : la statue de la Liberté est dévoilée dans le port de New York[8].

- 1er mars 1886 : Vincent van Gogh s'installe à Paris, chez son frère Théo qui travaille pour un  marchand d'art, Goupil & Cie[11].

- 7-30 mai 1887 : le peintre français Auguste Renoir qui vient d'achever Les Grandes Baigneuses expose l'œuvre lors de l'exposition internationale, qui se tient dans la prestigieuse galerie de Georges Petit[12]. L'accueil plutôt mitigé qui est réservé par le public et la critique à cette œuvre magistrale, le grand nombre de critiques négatives qu'elle reçut, incitèrent Renoir à mettre fin à sa période ingresque[13].
- Novembre 1887 : Vincent van Gogh rencontre Paul Gauguin, de retour de la Martinique, dans la galerie d'art de son frère Théo. Admiratifs l'un pour l'autre les deux peintres conviennent d'un échange de tableaux : deux études des Tournesols contre une scène martiniquaise[14].
- Décembre 1887-octobre 1888 : second séjour de Paul Gauguin à Pont-Aven en Bretagne[10].

- 1887 : début du renouveau des arts décoratifs par Gallé et Daum dans leur atelier de verrerie à Nancy[15].
- Février 1888 : Vincent van Gogh s'installe à Arles dans la « maison jaune » où il veut créer une association d'artistes sous le nom d'« Atelier du Midi »[14]. Il y peint notamment Les Tournesols, Maison Jaune, Le Pont de Trinquetaille, Portrait d'Eugène Boch, Portrait de Paul-Eugène Milliet, Le Café de nuit, Terrasse du café le soir, Nuit étoilée sur le Rhône, La Vigne rouge, la Chambre de Vincent et Les Arènes d'Arles[16].
- Juin 1888 : séjour de van Gogh aux Saintes-Maries-de-la-Mer ; il peint Barques aux Saintes-Maries et Bateaux de pêche sur la plage[16].
- 23 octobre 1888 : Paul Gauguin rejoint Vincent van Gogh à Arles. Leur relation se détériore et s’achève le 23 décembre par une dispute au cours de laquelle Van Gogh menace Gauguin avec un rasoir. La même nuit, Van Gogh se tranche une oreille. Le 8 mai 1889, il entre de plein gré à l’asile de Saint-Rémy-de-Provence où il peint avec acharnement[14] ; Autoportrait à l’oreille coupée, Portrait du docteur Rey (janvier 1889), Iris, Lilas (mai 1889), Les Blés jaunes, La Nuit étoilée (juin 1889), trois versions de Champ de blé avec cyprès (juillet à septembre 1889).
- Avril 1889-novembre 1890 : troisième séjour de Paul Gauguin à Pont-Aven et au Pouldu en Bretagne[10].

- 10 juin 1889 : ouverture de l'Exposition Volpini ; les artistes de Pont-Aven se font connaître à l’exposition Peintres symbolistes et synthétistes organisée au Café des Arts en marge de l'Exposition universelle de Paris[17].

## Réalisations
- Entre 1878 et 1881 : Degas produit en cire La Petite Danseuse de quatorze ans[18].
- 1879-1885 : le Refus de la confession, peinture d'Ilia Répine[19].
- 1879-1886 :Chez la modiste , toile de Degas.
- 1880 : 
  - L'Asperge et L'Évasion de Rochefort, toiles de Manet.
  - Le sculpteur français Rodin produit Le Penseur.
- 1880-1881 : Le Déjeuner des canotiers, toile de Renoir.
- 1880-1886 : le peintre suisse Arnold Böcklin peint cinq versions de L'Île des morts (académisme symboliste)[20].
- 1880-1891 : Ilia Répine peint Les Cosaques zaporogues écrivant une lettre au sultan de Turquie[13].

- 2-5 mars 1881 : le peintre russe Ilia Répine peint le portrait de Moussorgski quelques jours avant sa mort[21].
- 1881 : 
  - Le Grand-duc[22], Portrait de M. Pertuiset, le chasseur de lions, toiles de Manet.
  - Panorama de Notre-Dame de Lourdes, peinture de Pierre Carrier-Belleuse[23].
  - Pierre Puvis de Chavannes peint Le pauvre pêcheur qui aura une forte influence sur toute une génération symboliste et anti-impressionniste[24].
  - le peintre russe Vassili Sourikov peint Le Matin de l'exécution des streltsy[25].
  - le peintre russe Vladimir Makovski peint La Banqueroute[25].
- 1881-1882 : Auguste Rodin réalise en terre cuite la première version du Baiser comme motif pour La Porte de l'Enfer[26].
- 1881-1886 : Les Parapluies, de Renoir.

- 3 juin 1882 : Degas vend Les petites modistes à Durand-Ruel[27].
- 1882 : 
  - Édouard Manet peint Un bar aux Folies Bergère.
  - Claude Monet peint Les Pêcheurs de Poissy et Les Tilleuls à Poissy.
- 1883-1885 Ivan le Terrible tue son fils, peinture d'Ilia Répine.
- 1884 : 
  - Georges Seurat peint Une baignade à Asnières, tableau pointilliste.
  - Fernand Cormon peint Retour d'une chasse à l'ours à l'époque des cavernes, exemple d'académisme historique de « reconstitution »[28].
  - Claude Monet peint deux tableaux à Bordighera Les Villas à Bordighera (Chicago) et Les Villas à Bordighera (Orsay).
- 1884-1886 :
  - le peintre français Pierre Puvis de Chavannes peint le décor de l'escalier du musée des Beaux-Arts de Lyon ; Le Bois sacré cher aux Arts et aux Muses (1884), Vision antique (1885) et Inspiration Chrétienne[29].
  - Les Repasseuses, toile de Degas[30].
- 1884-1187 : le peintre français Auguste Renoir peint Les Grandes Baigneuses, œuvre majeure de sa période ingresque[13].
- 1884-1188 : le Visiteur inattendu, peinture d'Ilia Répine.

- 1885 : 
  - The Swimming Hole, toile de Thomas Eakins.
  - aux Pays-Bas, Vincent van Gogh peint Les Mangeurs de pommes de terre.
  - Les Falaises à Étretat, toile de Claude Monet.
  - La Seine à Courbevoie, toile de Georges Seurat.
  - Autour du piano, toile de Henri Fantin-Latour.
  - Premier Œuf à la poule, de Fabergé.
- 1886 : 
  - Femme à l'ombrelle tournée vers la droite et Femme à l'ombrelle tournée vers la gauche, toiles de Claude Monet.
  - Une soirée au carnaval, toile de Henri Rousseau.

- 1887 : 
  - Cléopâtre essayant des poisons sur des condamnés à mort, d'Alexandre Cabanel.
  - La Boyarine Morozova, peinture de Vassili Sourikov.
  - La Jeune Fille aux pêches, peinture de Valentin Serov.

- 1888 : 
  - Le Talisman, l'Aven au Bois d'Amour de Paul Sérusier.
  - Madeleine au Bois d’Amour d’Émile Bernard.
  - Vision après le sermon, de Gauguin.
  - Le Rêve, d’Édouard Detaille.
  - L'Esclave blanche, de Jean-Jules-Antoine Lecomte du Nouÿ.
  - L'Indépendance ou la Mort, de Pedro Américo.⋅
- 1889 : Le Christ jaune de Gauguin.
- 1889-1890 : Le Vase bleu, de Paul Cézanne.

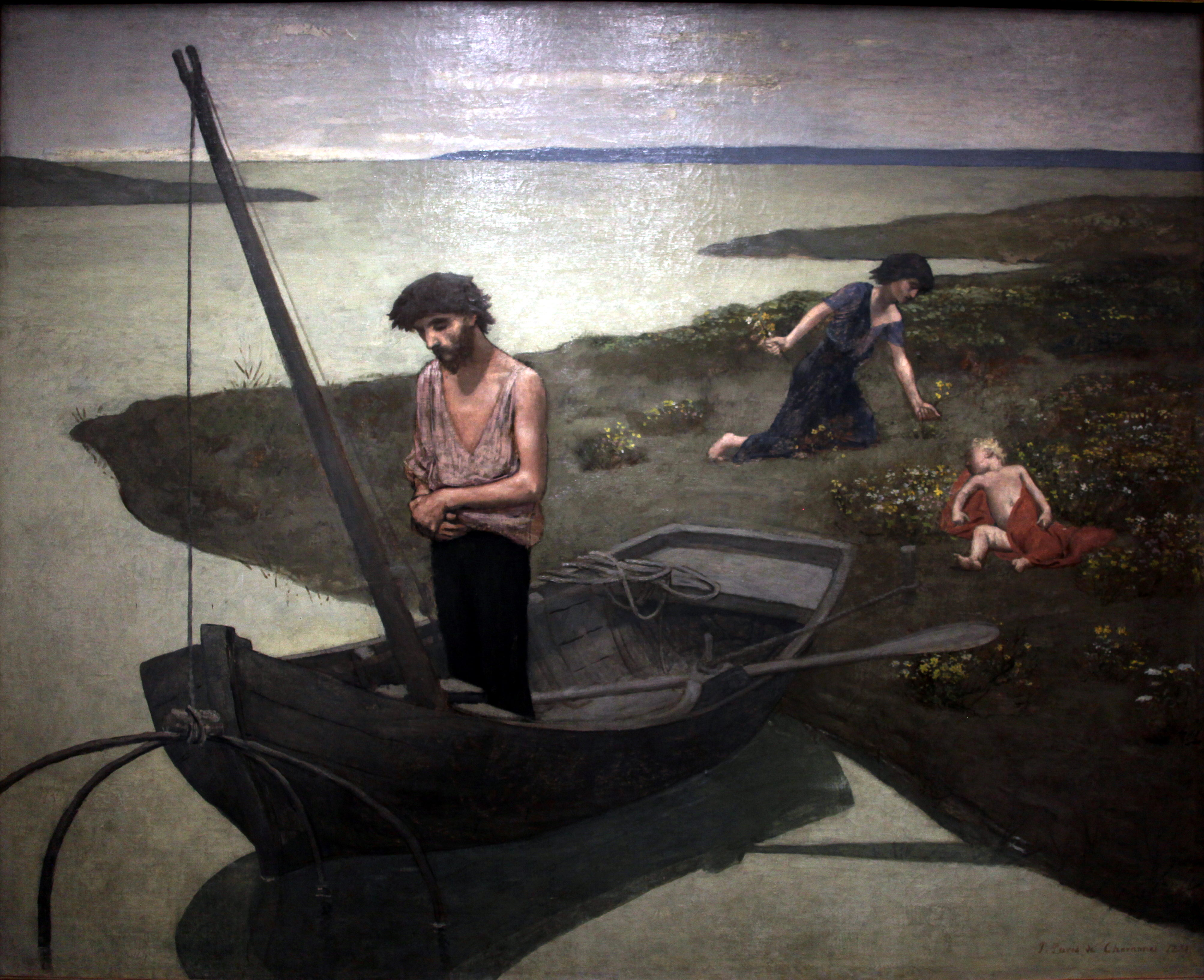
Le pauvre pêcheur, Pierre Puvis de Chavannes.
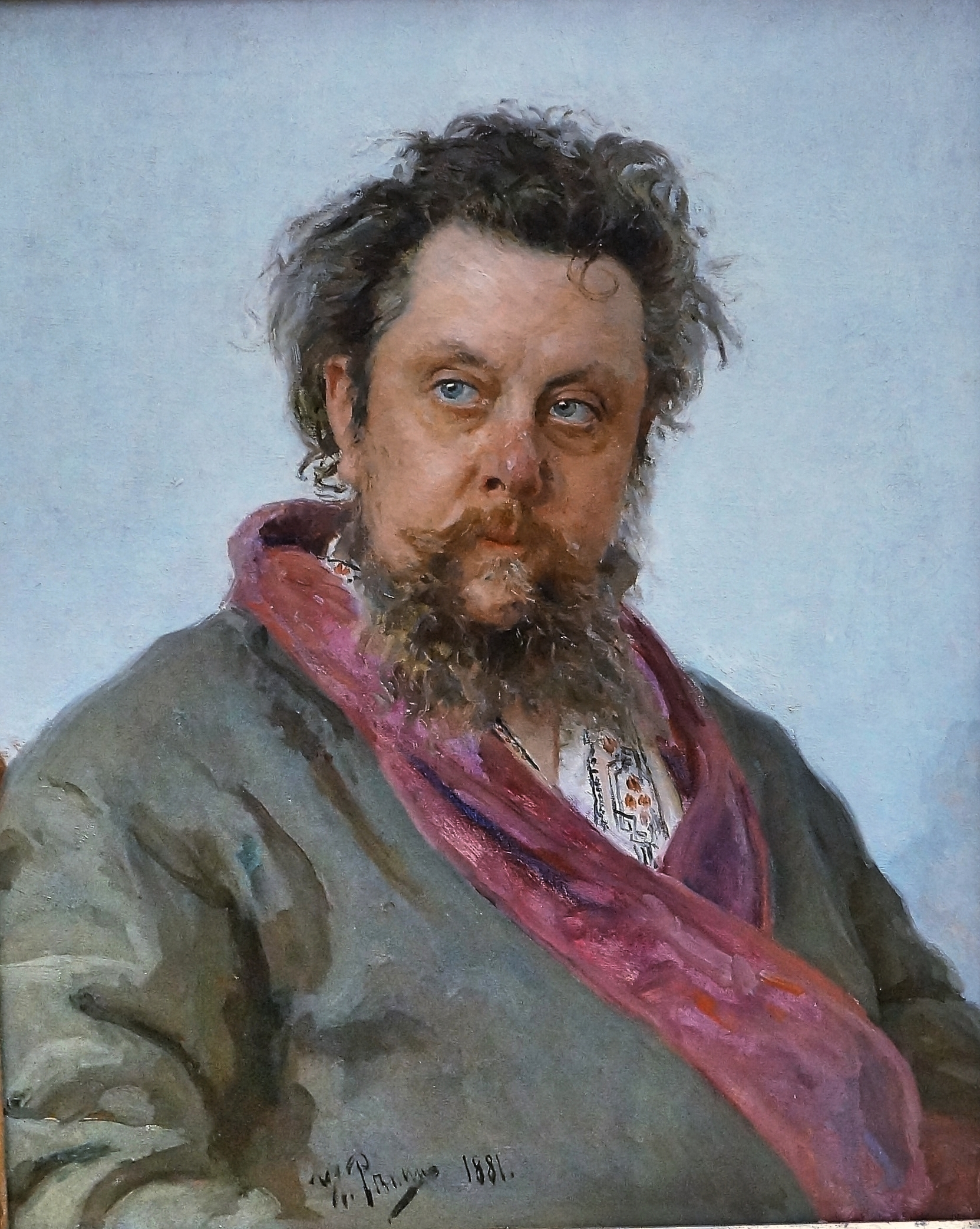
Moussorgski, Ilia Répine.
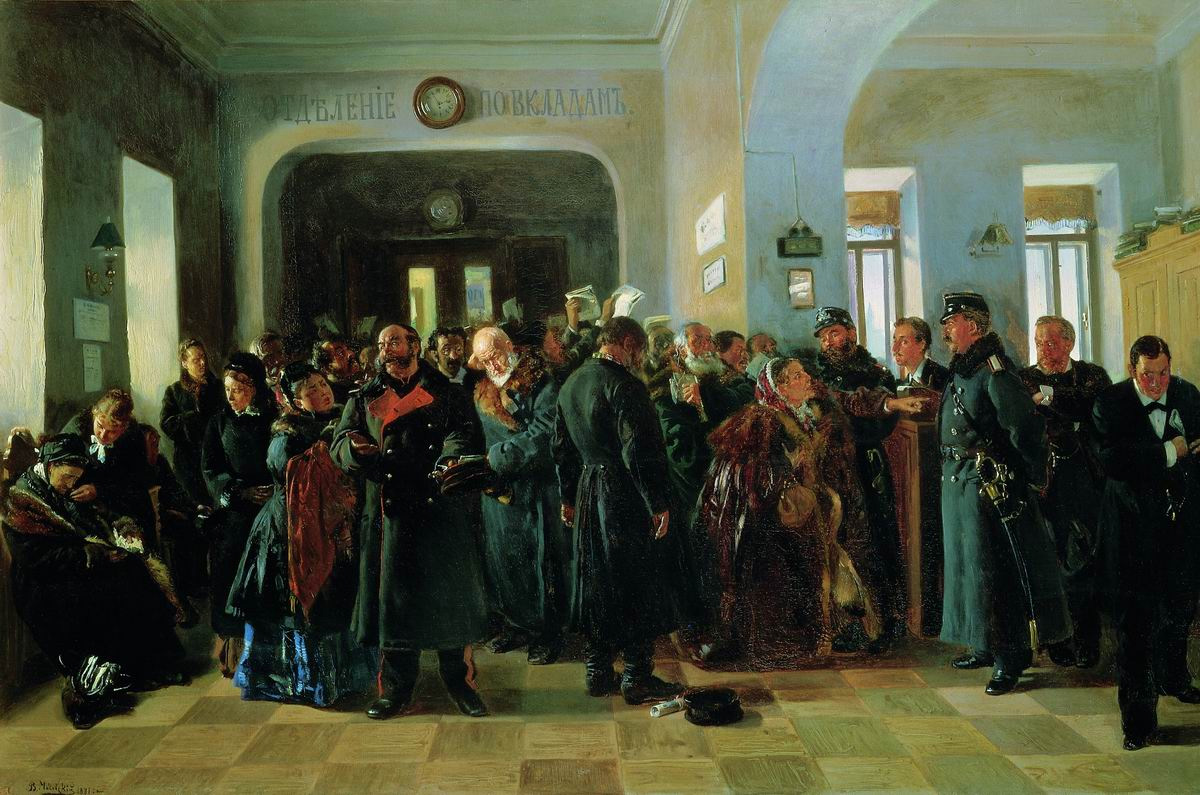
La Banqueroute, Vladimir Makovski.
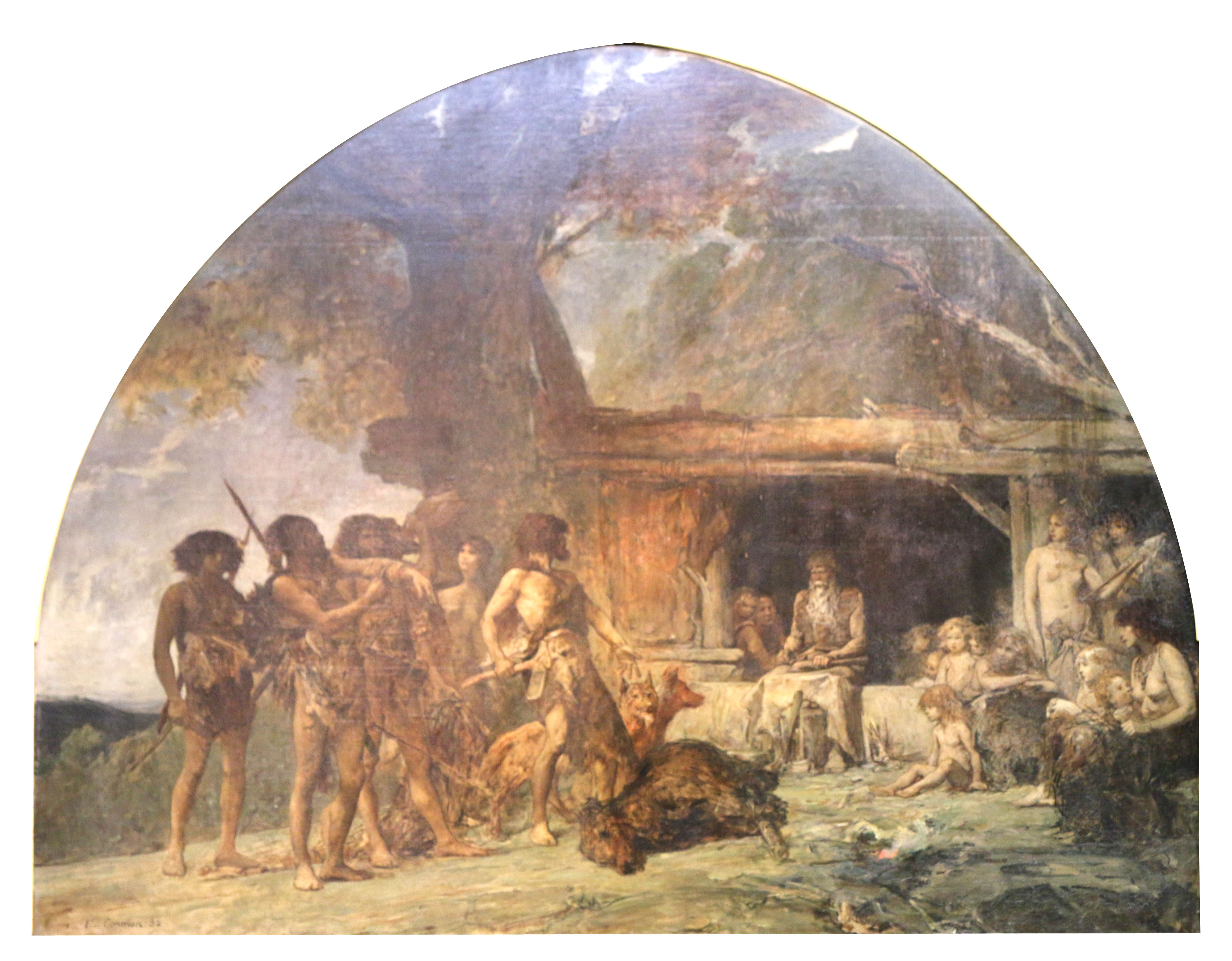
L'âge de pierre, retour d'une chasse à l'ours, Fernand Cormon.
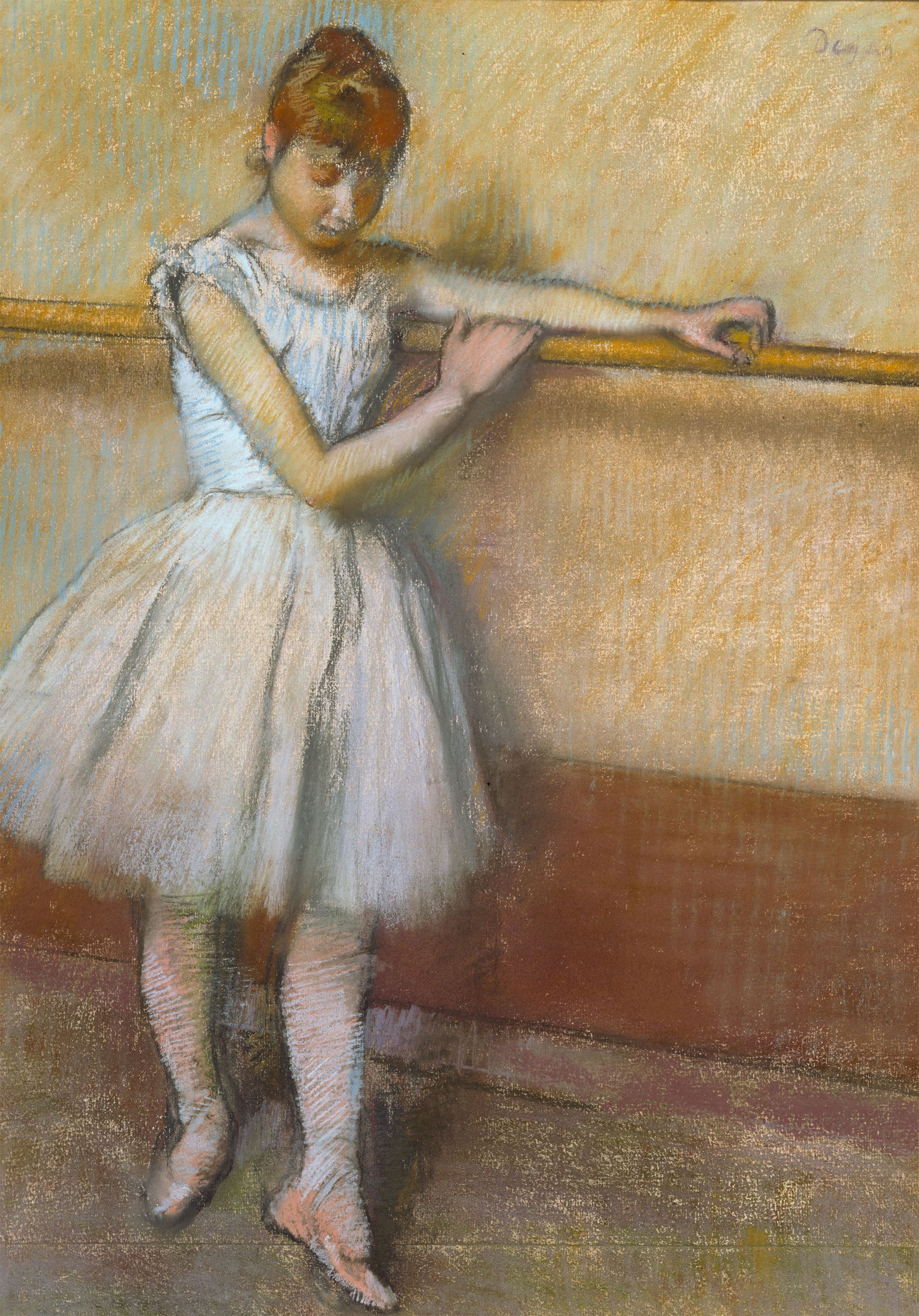
Danseuse à la barre, Degas, vers 1885.
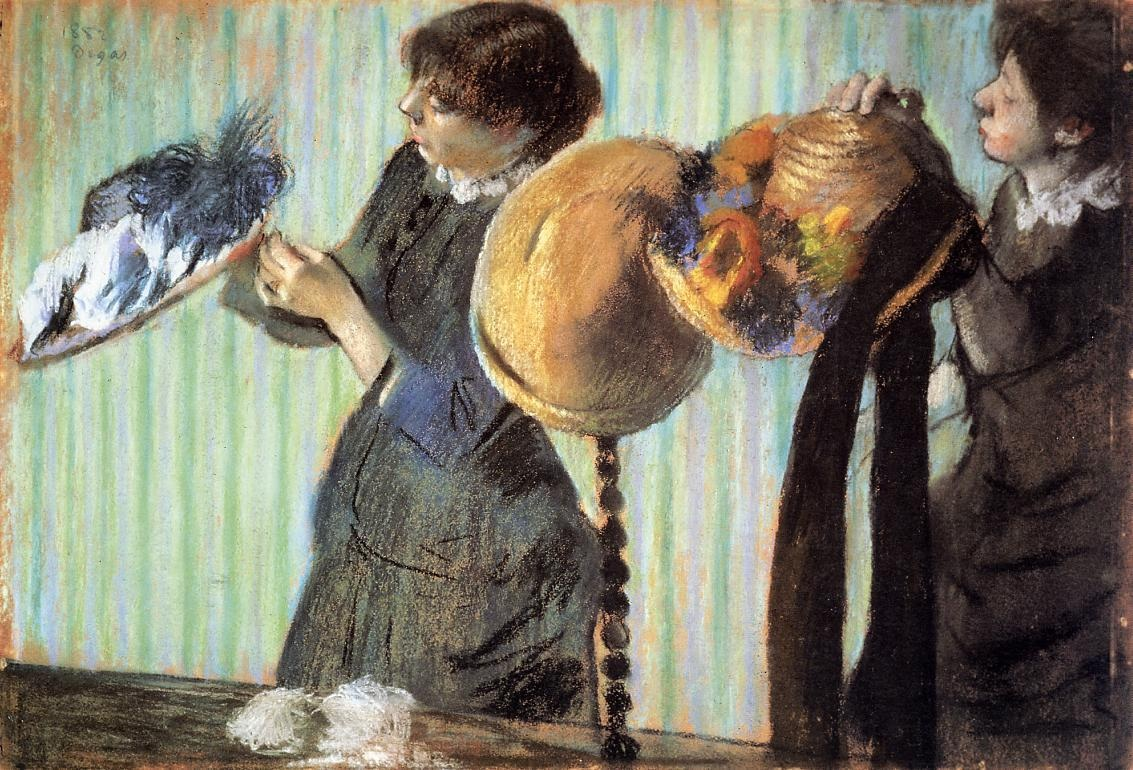
Les petites modistes, Degas.
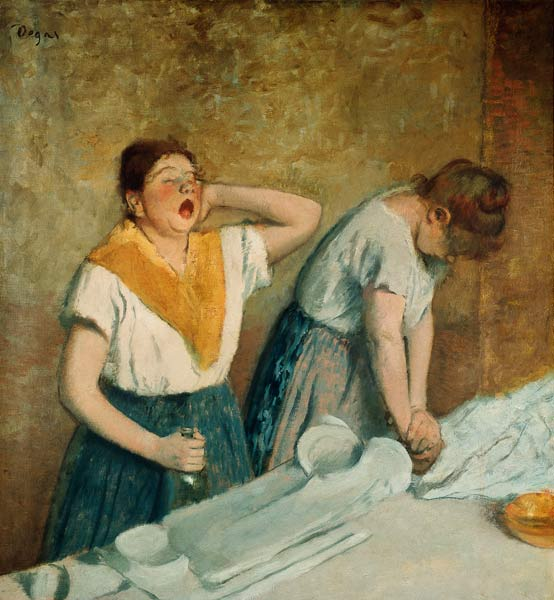
Les Repasseuses, Degas.